# Marian Grzanka
Marian Grzanka (ur. 22 października 1934 w Zdziarcu, zm. 1 stycznia 2009 w Tarnowie) – polski ksiądz katolicki, prałat, honorowy kanonik Kapituły Kolegiackiej w Nowym Sączu, wieloletni proboszcz parafii Najświętszej Maryi Panny Królowej Polski w Tarnowie-Mościcach, diecezjalny duszpasterz robotników i członek diecezjalnej Komisji Sztuki Kościelnej.
Po przejściu na emeryturę pozostał w parafii NMP jako rezydent.
Ksiądz Grzanka został pochowany na cmentarzu komunalnym w Tarnowie Mościcach.

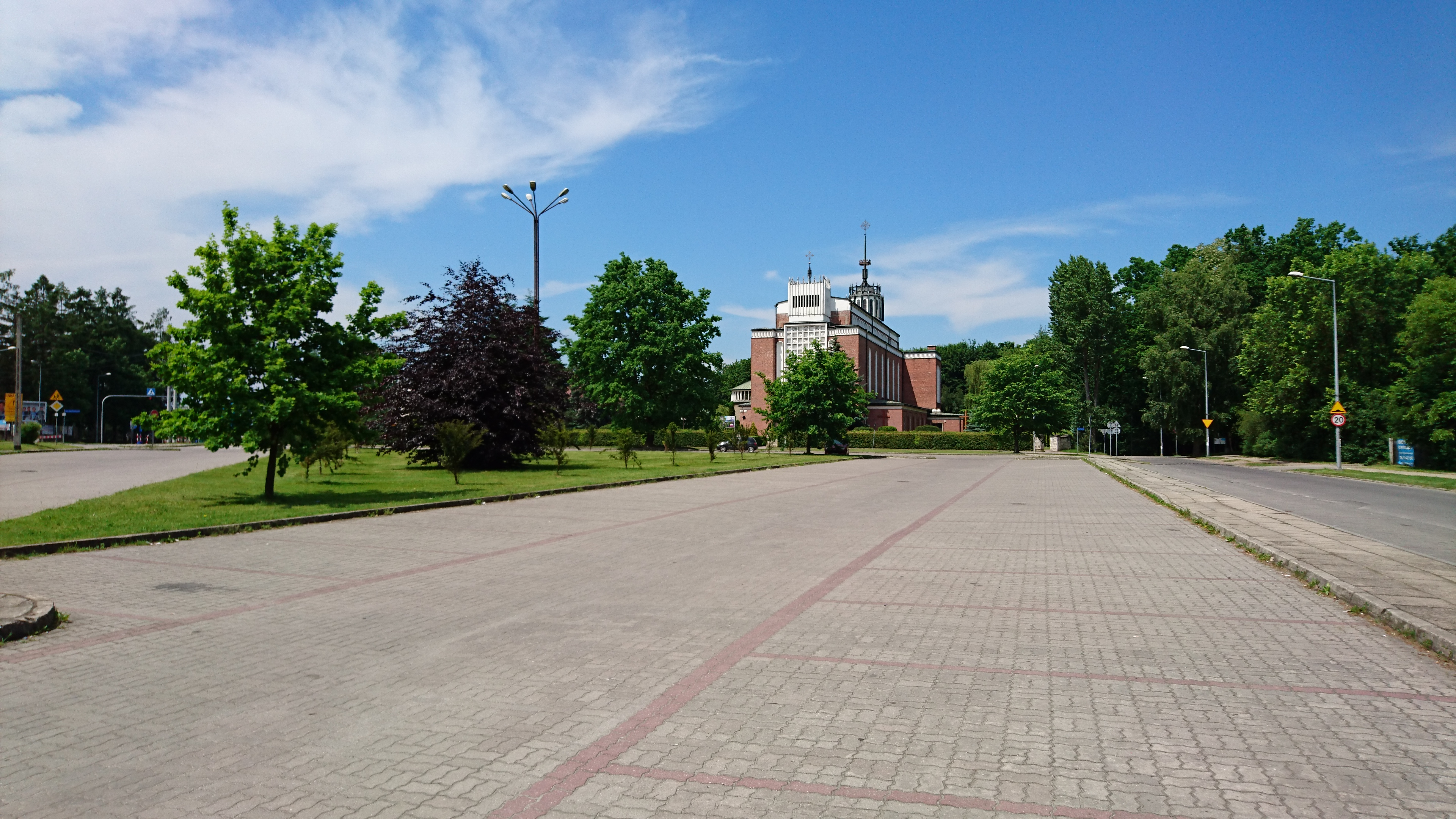
Plac ks. prałata Mariana Grzanki
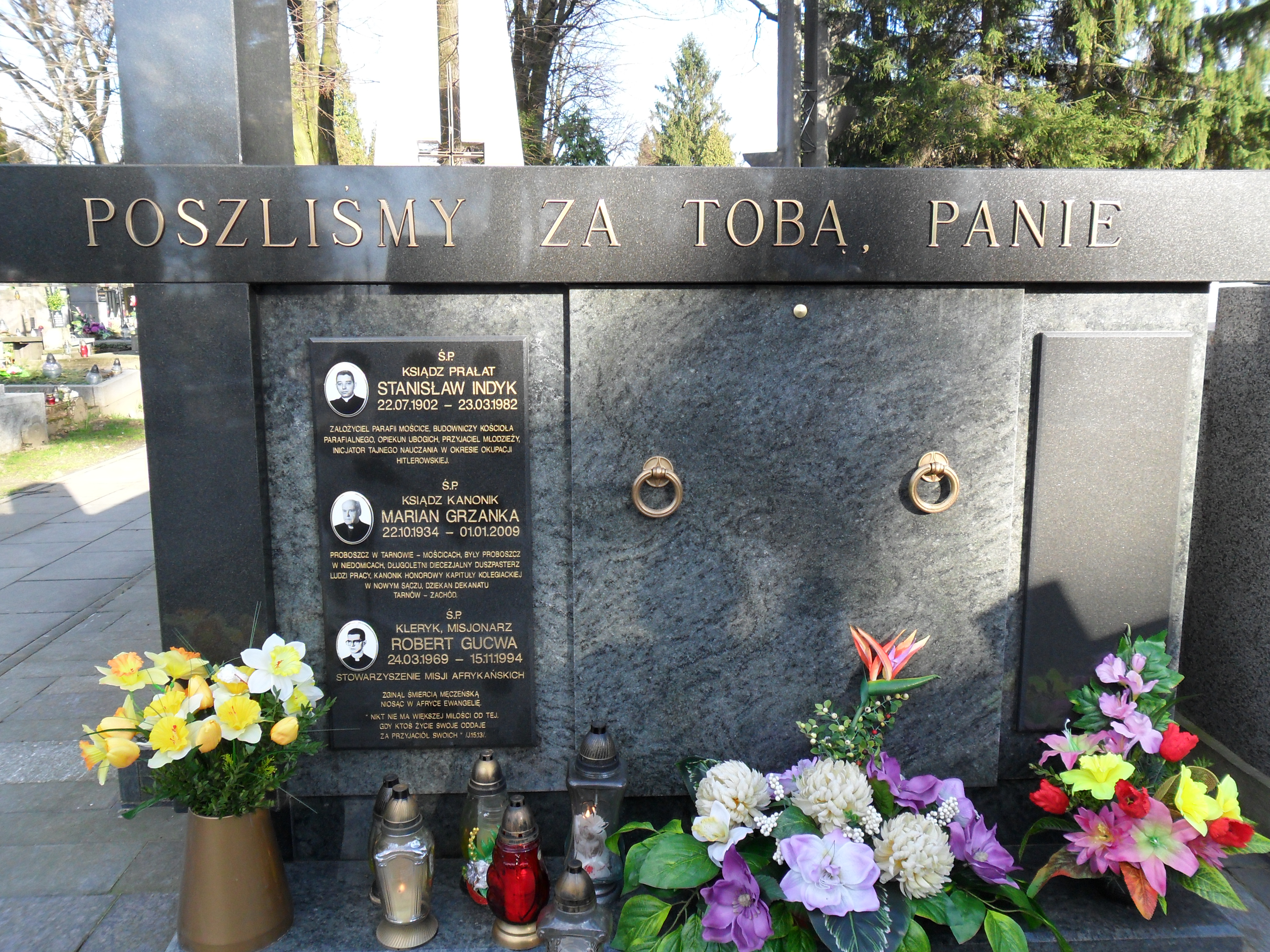
Miejsce spoczynku księdza Mariana Grzanki